# Łuskwiak zmienny

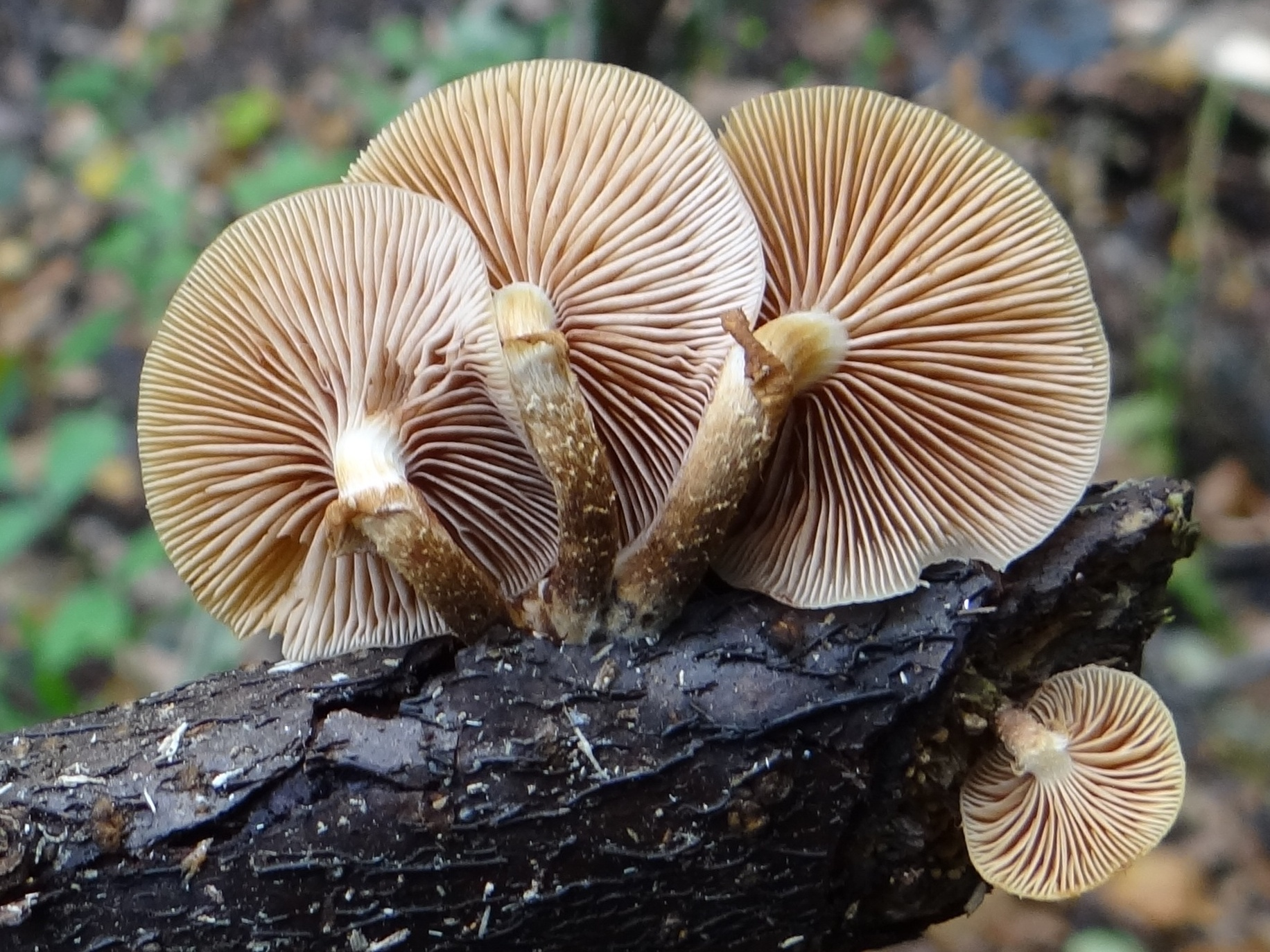
Blaszki i trzon starszych owocników

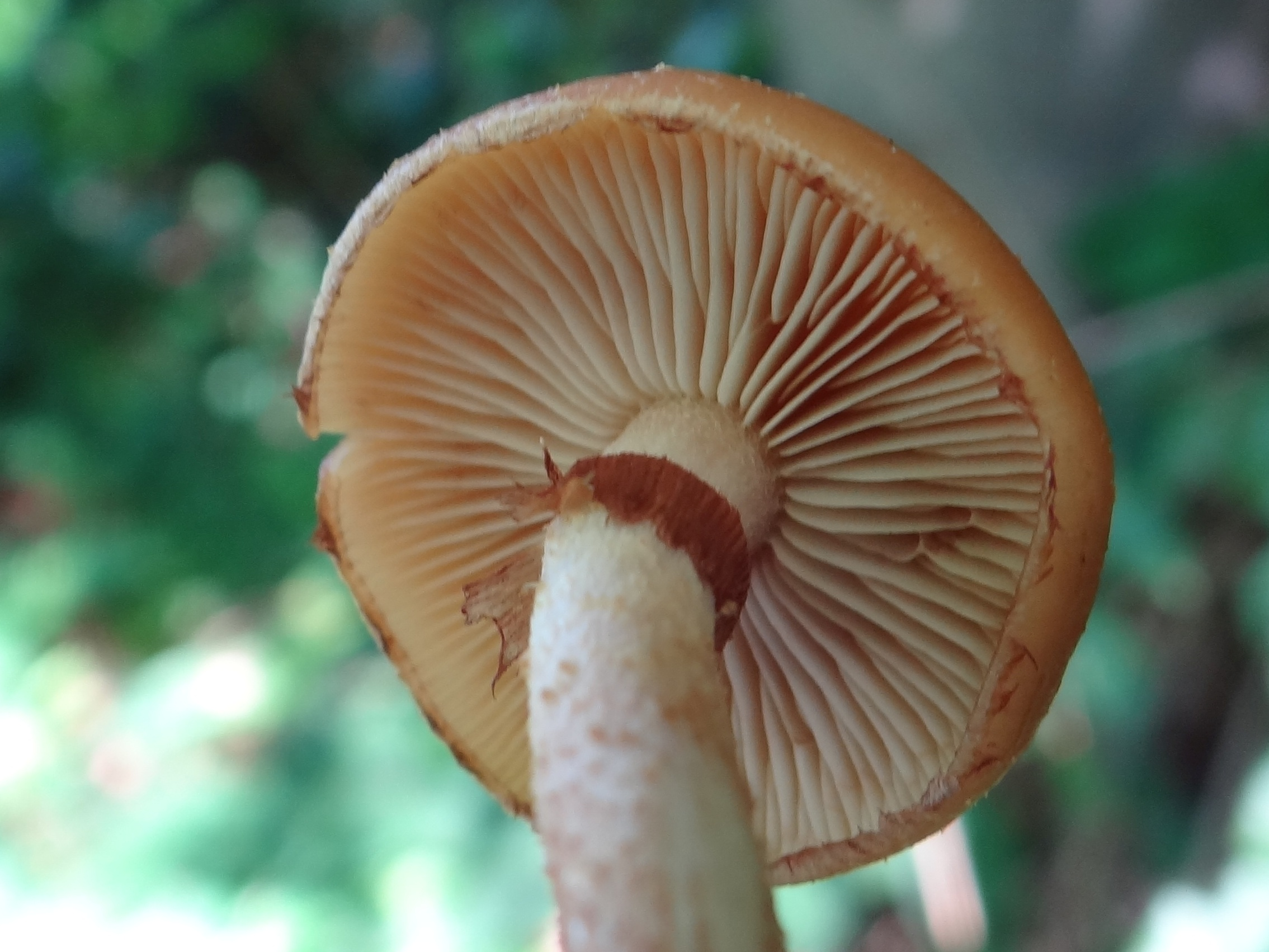
Blaszki i trzon młodego owocnika

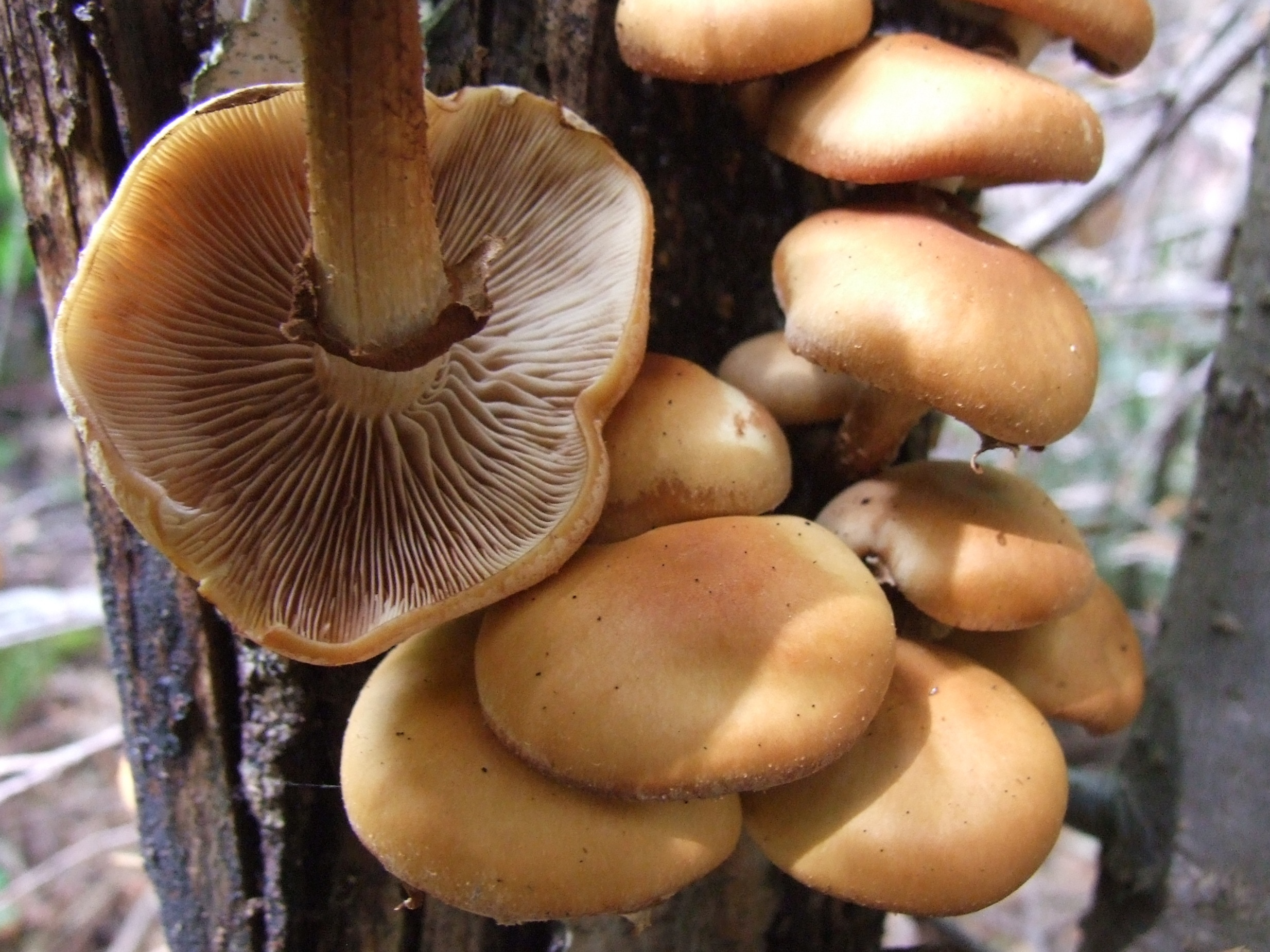

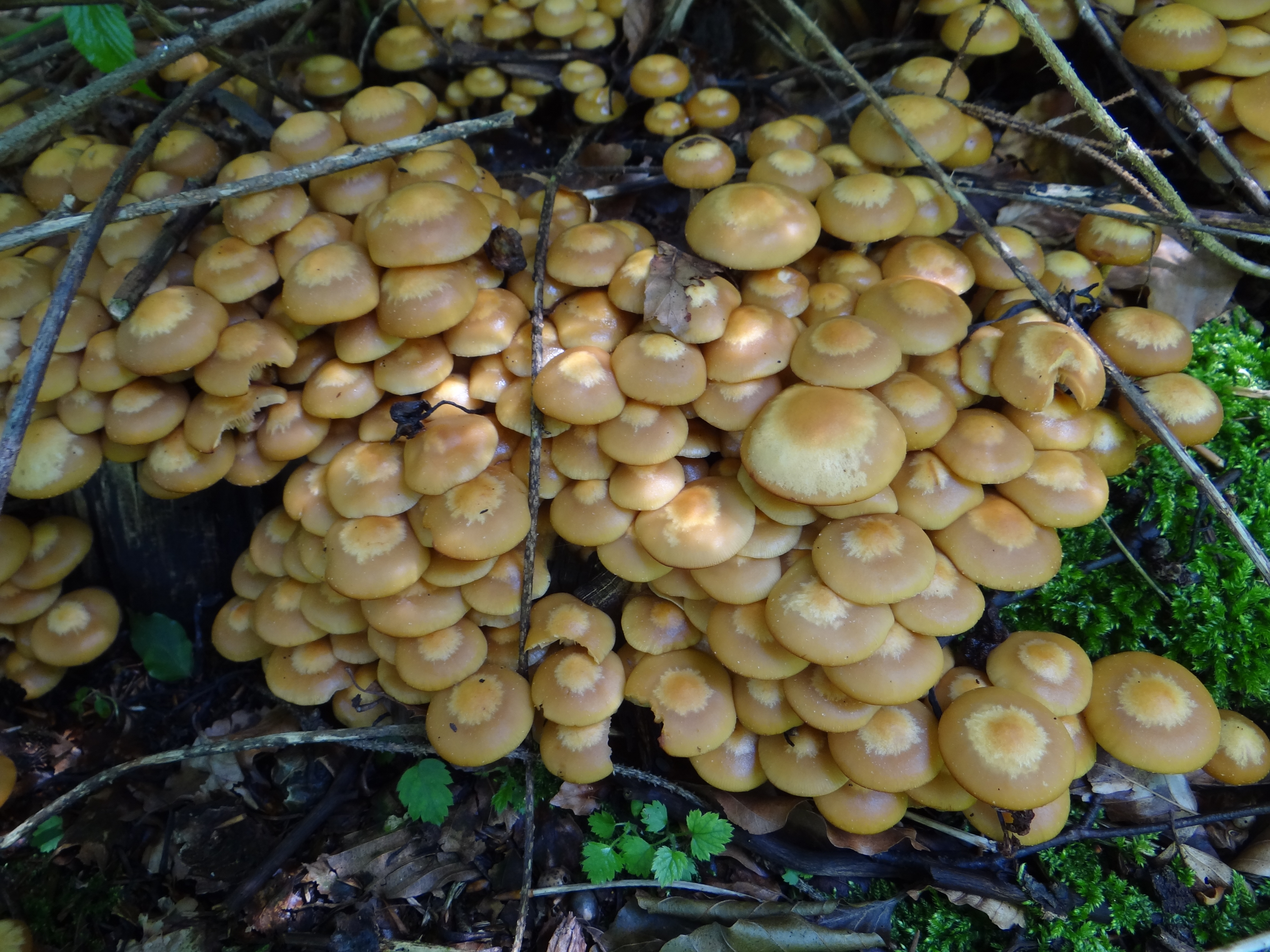

Łuskwiak zmienny, łuszczak zmienny (Kuehneromyces mutabilis (Schaeff.) Singer & A.H. Sm.) – gatunek grzybów należący do rodziny pierścieniakowatych (Strophariaceae).

## Systematyka i nazewnictwo
Pozycja w klasyfikacji według Index Fungorum: Strophariaceae, Agaricales, Agaricomycetidae, Agaricomycetes, Agaricomycotina, Basidiomycota, Fungi.
Po raz pierwszy takson ten opisał Jacob Christian Schaeffer w 1774 r. jako Agaricus mutabilis, w 1871 Paul Kummer przeniósł go do rodzaju Pholiota jako Pholiota mutabilis i pod taką nazwą głównie znany był w Polsce. W 1946 r. gatunek ten został przeniesiony do innego rodzaju Kuehneromyces i według aktualnych ustaleń Index Fungorum jest to jego prawidłowa pozycja w taksonomii grzybów.
Synonimy:

- Agaricus mutabilis Schaeff. 1774
- Dryophila mutabilis (Schaeff.) Quél. 1886
- Galerina mutabilis (Schaeff.) P.D. Orton 1960
- Kuehneromyces mutabilis var. major Bon 1993
- Kuehneromyces mutabilis (Schaeff.) Singer & A.H. Sm. 1946 var. mutabilis
- Lepiota caudicina Gray 1821
- Pholiota mutabilis (Schaeff.) P. Kumm. 1871
- Pholiota mutabilis (Schaeff.) P. Kumm. 1871 f. mutabilis

Franciszek Błoński w 1890 r. utworzył dla niego polską nazwę łuskwiak zmienny. W polskim piśmiennictwie mykologicznym gatunek ten opisywany był także jako: opieńki zmienne lub łuszczak zmienny. Obecnie więc nazwy polskie są już niespójne z nazwą naukową.

## Morfologia
Kapelusz
Średnica 2–7 cm. Po deszczach cynamonowobrązowawy i śluzowaty, podczas suszy wysycha od środka do brzegów, tak że środek jest bladoochrowy, brzeg brązowawy, prążkowany. Za młodu półkolisty, z wiekiem całkiem płaski, gładki, nagi, z tępym garbkiem pośrodku.
Blaszki
Za młodu okryte osłoną, gęste. początkowo białawe, potem żółtobrunatne, w końcu rdzawobrązowe. Są ciasno ustawione i przyrośnięte do trzonu, czasami nieco zbiegają po nim.
Trzon
O długości 5–7 cm, grubości 5–8 mm, cylindryczny, powyginany. Ma kolor podobny jak kapelusz. Jest łykowaty i wewnątrz pusty. W górnej części ma skórzasty pierścień z licznymi odstającymi łuseczkami. Poniżej pierścienia na trzonie są ciemnobrązowe kosmki, powyżej pierścienia trzon jest gładki lub delikatnie prążkowany.
Miąższ
W kapeluszu cienki, białawy, miękki i wodnisty, w trzonie twardy, rdzawobrązowy. Smak nieznaczny, zapach przyjemny, przypominający świeże, cięte drewno.
Wysyp zarodników
Rdzawobrązowy. Zarodniki o średnicy 6–7 × 4–4,5 µm, jajowate, gładkie, blado brązowe.
Gatunki podobne
Bardzo podobna jest trująca hełmówka jadowita (Galerina marginata). Rozróżnić te dwa gatunki można tylko po wyglądzie trzonu (u hełmówki pokryty jest białymi kosmkami osłony, które tworzą zygzakowaty wzorek). Ponadto rośnie ona głównie na pniakach drzew iglastych. Maślanka łagodna (Hypholoma capnoides) ma blaszki w niebieskawym odcieniu.

## Występowanie i siedlisko
Występuje na całej półkuli północnej. W Polsce jest pospolity.
Rośnie gromadnie w lasach liściastych i mieszanych, parkach i ogrodach na pniakach i obumarłych pniach (blisko ziemi) i gałęziach drzew liściastych. Owocniki pojawiają się od kwietnia do listopada. Związany jest z gatunkami drzew i krzewów: olsza szara, olsza czarna, brzoza brodawkowata, grab, leszczyna, buk, wierzba, dąb i lipa drobnolistna. Bardzo rzadko spotykany na drewnie jodły, sosny i świerka.

## Znaczenie
Saprotrof. Grzyb jadalny, nadający się do zup, sosów. Spożywać należy tylko kapelusze, ponieważ trzony są zbyt łykowate. Nie nadaje się do marynowania w occie. Zmienia kolor zupy na brązowy.